# Elección presidencial de Chile de 1836
La elección presidencial de Chile de 1836 fue la primera realizada bajo el marco entregado por la Constitución de 1833. Se llevó a cabo por medio del sistema de electores, y dio por reelecto presidente al general José Joaquín Prieto para el periodo 1836-1841.

## Candidatos y escenario político
Esta elección marcó el primer quiebre interno del conservadurismo en Chile. Algunos ministros del gobierno de Joaquín Prieto, como Manuel Rengifo y Joaquín Tocornal, habían comenzado fuertes instigaciones contra el poder oculto que poseía Diego Portales sobre el gabinete y el propio presidente. Formaron entonces un grupo denominado Filopolitas, escribiendo duras críticas a Portales y Prieto en un diario del mismo nombre. Portales por su parte respondía desde El Hambriento, en forma irónica y criticando a Rengifo por su «hambre» de poder.
Así, el grupo filopolita intentó evitar la reelección de Prieto, proponiendo a Rengifo como candidato de los conservadores, pero la Constitución permitía la releección inmediata y Prieto, por recomendación de Portales, iba a ocupar su derecho. 
Así, Rengifo quedó desplazado y solo. La oposición llevó a José Manuel Borgoño, mientras el eterno candidato, José Miguel Infante, fue nuevamente a la elección por los federalistas. Diego Portales puso su nombre como cuarto abanderado solo para rellenar espacio y evitar el ascenso de un candidato del grupo filopolita, aunque públicamente pidió que no votaran por él. El 25 de julio se reunieron los electores de cada provincia para emitir su voto según la Constitución de 1833. El 30 de agosto, el congreso procedió al recuento de votos, sobre la base de las actas de escrutinio de cada provincia. Tras conocerse el resultado, comunicó a Joaquín Prieto haber sido reelegido para Presidente de la República.

## Resultados

### Nacional
| Candidato                           | Candidato                           | Candidato                           | Agrupación política                 | Votos |
| ----------------------------------- | ----------------------------------- | ----------------------------------- | ----------------------------------- | ----- |
|                                     |                                     | Joaquín Prieto Vial                 | Conservador                         | 143   |
|                                     |                                     | José Miguel Infante de Rojas        | Federalista                         | 11    |
|                                     |                                     | José Manuel Borgoño Núñez           | Pipiolo                             | 2     |
|                                     |                                     | Diego Portales Palazuelos           | Conservador                         | 1     |
|                                     |                                     | Domingo Eyzaguirre Arechavala       |                                     | 1     |
| Total de votos electorales válidos  | Total de votos electorales válidos  | Total de votos electorales válidos  | Total de votos electorales válidos  | 158   |
| Votos nulos, blancos o abstenciones | Votos nulos, blancos o abstenciones | Votos nulos, blancos o abstenciones | Votos nulos, blancos o abstenciones | 12    |
| Total de electores                  | Total de electores                  | Total de electores                  | Total de electores                  | 170   |

### Por provincia
|                                                    | Joaquín Prieto                     | 15 | 20 | 33 | 19 | 6 | 21 | 14 | 6 | 9 |
|                                                    | José Miguel Infante                | —  | —  | —  | —  | — | 3  | 8  | — | — |
|                                                    | José Manuel Borgoño                | 2  | —  | —  | —  | — | —  | —  | — | — |
|                                                    | Diego Portales                     | —  | —  | —  | —  | — | —  | 1  | — | — |
|                                                    | Domingo Eyzaguirre                 | —  | —  | 1  | —  | — | —  | —  | — | — |
| Total de votos electorales válidos                 | Total de votos electorales válidos | 17 | 20 | 34 | 19 | 6 | 24 | 23 | 6 | 9 |
| Total de electores                                 | Total de electores                 | 17 | 21 | 36 | 21 | 6 | 24 | 27 | 9 | 9 |
| Fuente: Sesiones de los Cuerpos Legislativos, 1836 |                                    |    |    |    |    |   |    |    |   |   |